# Сербское нагорье
Се́рбское наго́рье — нагорье на северо-западе Балканского полуострова, между долинами рек Лим на западе и Южная Морава на востоке (Сербия). На юге примыкает котловина Косово поле.
Нагорье включает в себя несколько коротких, преимущественно плосковершинных хребтов и массивов: Златибор, Златар, Чемерно, Голия, Копаоник, Ястребац, Радан, Кукавица. Распространены проявления карста. На территории нагорья произрастают дубовые, буковые и хвойные леса. Имеются месторождения полиметаллических руд. Также здесь находится национальный парк Копаоник.